# La storia di noi due/Burattino telecomandato
La storia di noi due/Burattino telecomandato è un singolo di Pupo pubblicato nel 1981.
La prima traccia è tornata in auge nel 2010, essendo presente anche nel celebre spot televisivo di Sky Sport ed è inoltre dedicata alla famosa conduttrice televisiva italiana Barbara D'Urso, contenuto che lo stesso Pupo svelò molti anni dopo dalla data della pubblicazione.
Entrambe le tracce sono presente nell'album Lo devo solo a te, pubblicato nello stesso anno.

## Tracce
1. La storia di noi due – 3:00
2. Burattino telecomandato – 3:00